# Berceruelo
Berceruelo is een gemeente in de Spaanse provincie Valladolid in de regio Castilië en León met een oppervlakte van 13,95 km². Berceruelo telt 37 inwoners (1 januari 2016).

## Demografische ontwikkeling
Bron: INE, 1857-2011: volkstellingen